# Tim DeBoom
Timothy „Tim“ DeBoom (* 4. November 1970 in Cedar Rapids, Iowa) ist ein ehemaliger US-amerikanischer Triathlet und zweifacher Sieger der Ironman World Championship (2001, 2002). 

## Werdegang
Tim DeBoom begann 1992 mit Triathlon und er startet seit 1995 als Profi. 1998 wurde er Vierter bei der Triathlon-Weltmeisterschaft auf der Langdistanz – ausgetragen von der International Triathlon Union (ITU) in Japan.
Mit dem Ironman New Zealand konnte er im März 1999 sein erstes Ironman-Rennen gewinnen. Im Juli 2000 erzielte er mit 8:08:55 h beim Ironman Austria seine persönliche Bestzeit auf der Ironman-Distanz und belegte hinter dem Deutschen Jürgen Zäck den zweiten Rang.

### Sieger Ironman World Championship 2001
Tim DeBoom erreichte siebenmal eine Top-Ten-Platzierung bei der Ironman World Championship auf Hawaii. Er wurde zweifacher Ironman-Hawaii-Sieger (2001 und 2002) und er ist bislang der letzte US-Amerikaner, der eine Goldmedaille für die Vereinigten Staaten auf Hawaii erzielen konnte.(Stand: Mai 2017)
2011 beendete er als 41-Jähriger seine Zeit als Profi-Triathlet. Tim DeBoom ist verheiratet mit der ehemaligen Triathletin Nicole DeBoom (* 1972). Auch sein älterer Bruder Tony DeBoom (* 1968) war als Triathlet aktiv.

## Auszeichnungen
- Im August 2019 wurde bekannt gegeben, dass Tim DeBoom mit der Aufnahme in die „Ironman Hall of Fame“ ausgezeichnet werden soll.[3]

## Sportliche Erfolge
| Datum/Jahr    | Rang | Wettbewerb                                 | Austragungsort     | Zeit     | Bemerkung                                                                                 |
| ------------- | ---- | ------------------------------------------ | ------------------ | -------- | ----------------------------------------------------------------------------------------- |
| 5. Juni 2010  | 1    | Ironman 70.3 Hawaii                        | Hawaii             | 04:04:02 | Sieg vor dem Australier Luke Bell                                                         |
| 27. März 2010 | 10   | Ironman 70.3 California                    | Oceanside          | 04:10:16 |                                                                                           |
| 2005          | 1    | Vineman Ironman 70.3                       | Vereinigte Staaten | 04:01:34 |                                                                                           |
| 2003          | 1    | Ironman 70.3 California                    | Oceanside          | 03:58:42 | [ 4 ]                                                                                     |
| 2002          | 1    | Eagleman Ironman 70.3                      | Cambridge          | 03:44:07 | Sieger mit neuem Streckenrekord                                                           |
| Dez. 2002     | 3    | Laguna Phuket Triathlon                    | Phuket             |          | [ 5 ]                                                                                     |
| 2000          | 2    | USA Triathlon Elite National Championships | Chicago            | 01:51:16 | US-amerikanischer Vizemeister – in der Gesamtwertung der internationalen Starter Sechster |
| 1998          | 7    | USA Triathlon Elite National Championships | Oceanside          | 01:57:01 |                                                                                           |
| 1994          | 2    | USA Triathlon Elite National Championships | Cleveland          | 01:49:28 | zweiter Rang hinter Scott Molina                                                          |

| Datum/Jahr    | Rang | Wettbewerb                                      | Austragungsort                   | Zeit     | Bemerkung                                                   |
| ------------- | ---- | ----------------------------------------------- | -------------------------------- | -------- | ----------------------------------------------------------- |
| 6. Aug. 2011  | 1    | Norseman Xtreme Triathlon                       | Eidfjord                         | 11:18:47 | 3,8 km Schwimmen, 200 km Radfahren und 42,2 km Laufen       |
| 9. Okt. 2010  | 32   | Ironman Hawaii                                  | Hawaii                           | 08:49:26 |                                                             |
| 5. Apr. 2009  | 6    | Ironman Australia                               | Port Macquarie                   | 08:39:47 |                                                             |
| 13. Okt. 2007 | 4    | Ironman Hawaii                                  | Hawaii                           | 08:22:33 |                                                             |
| 15. Apr. 2007 | 2    | Ironman Arizona                                 | Tempe                            | 08:26:04 |                                                             |
| 9. Apr. 2006  | 3    | Ironman Arizona                                 | Tempe                            | 08:27:39 |                                                             |
| 19. Juni 2005 | 6    | Ironman France                                  | Nizza                            | 09:25:41 |                                                             |
| 11. Juli 2004 | 3    | Ironman Germany                                 | Frankfurt                        |          |                                                             |
| 19. Okt. 2002 | 1    | Ironman Hawaii                                  | Hawaii                           | 08:29:56 |                                                             |
| 6. Okt. 2001  | 1    | Ironman Hawaii                                  | Hawaii                           | 08:31:18 |                                                             |
| 19. Mai 2001  | 1    | Ironman California                              | Marine Corps Base Camp Pendleton | 08:22:14 | neuer Streckenrekord                                        |
| 14. Okt. 2000 | 2    | Ironman Hawaii                                  | Hawaii                           | 08:23:09 |                                                             |
| 23. Juli 2000 | 2    | Ironman Austria                                 | Klagenfurt                       | 08:08:55 | Persönliche Ironman-Bestzeit                                |
| 23. Okt. 1999 | 3    | Ironman Hawaii                                  | Hawaii                           | 08:25:42 |                                                             |
| 7. März 1999  | 1    | Ironman New Zealand                             | Taupō                            | 08:32:41 |                                                             |
| 1. Okt. 1998  | 10   | Ironman Hawaii                                  | Hawaii                           | 08:48:59 |                                                             |
| 5. Sep. 1998  | 4    | ITU Long Distance Triathlon World Championships | Sado                             | 05:55:03 |                                                             |
| 1998          | 4    | Ironman New Zealand                             | Taupo                            | 08:50:25 |                                                             |
| 18. Okt. 1997 | 11   | Ironman Hawaii                                  | Hawaii                           | 08:50:23 |                                                             |
| 26. Okt. 1996 | 21   | Ironman Hawaii                                  | Hawaii                           | 08:54:31 |                                                             |
| 7. Okt. 1995  | 10   | Ironman Hawaii                                  | Hawaii                           | 08:38:17 |                                                             |
| 30. Okt. 1993 | 141  | Ironman Hawaii                                  | Hawaii                           | 09:32:51 | Sein Bruder Tony erreichte den 87. Rang in 9:18:37 Stunden. |
| 1992          |      | Ironman Hawaii                                  | Hawaii                           | 09:45:42 | erster Start auf der Triathlon-Langdistanz                  |

| Datum/Jahr    | Rang | Wettbewerb                | Austragungsort | Zeit     | Bemerkung                            |
| ------------- | ---- | ------------------------- | -------------- | -------- | ------------------------------------ |
| 23. Okt. 2011 | 16   | Xterra World Championship | Maui           | 02:34:23 | Weltmeisterschaft im Cross-Triathlon |